# Чисемфере
Чисемфе́ре (англ. Chisemphere) — традиційна громада у складі дистрикту Касунгу Центрального регіону Малаві.
Населення — 11623 особи (2018).